# اشلی تاپیت
اشلی تاپیت (به انگلیسی: Ashley Tappin) (زادهٔ ۱۸ دسامبر ۱۹۷۴) شناگر اهل ایالات متحده آمریکا است.